# Pachyplectroninae
Pachyplectroninae zijn een subtribus binnen de Cranichideae, een tribus binnen de orchideeënfamilie (Orchidaceae)
Het is een monotypische subtribus met slechts één geslacht en twee of drie soorten.
Voor een beschrijving van deze subtribus, zie de geslachtsbeschrijving.
Pachyplectroninae zijn endemisch in Nieuw-Caledonië.

## Taxonomie
De subtribus Pachyplectroninae is een monotypische en monofyletische groep.
- Geslachten:
  - Pachyplectron Schltr. (1906)